# دائرة المنيعة
دائرة المنيعة دائرة من دوائر ولاية غرداية وعاصمتها المنيعة. وتضم بلديتي المنيعة وحاسي القارة.